# 新圩镇 (厦门市)
新圩镇是中国福建省厦门市翔安区下辖的一个街道。

## 行政区划
新圩镇下辖以下地区：
新圩社区、东寮社区、古宅村、后埔村、金柄村、凤路村、村尾村、乌山村、云头村、面前埔村、上宅村、诗坂村、桂林村、庄垵村、后亭村和马塘村。